# 車文博
車文博（1931年2月—2023年1月4日），男，吉林扶余人，中国心理学家，現任吉林大学哲学社会学院社会心理学系教授。著有《西方心理學史》及《人本主義心理學》。